# گورستان دهنو سفلی
گورستان دهنو سفلی مربوط به دوره قاجار است و در شهرستان کوهرنگ، روستای دهنوسفلی واقع شده و این اثر در تاریخ ۱۹ مرداد ۱۳۸۴ با شمارهٔ ثبت ۱۲۸۶۴ به‌عنوان یکی از آثار ملی ایران به ثبت رسیده است.